# Porumbel pasager
Porumbelul pasager (Ectopistes migratorius) este o specie dispărută de porumbel. Până în secolul XIX a fost larg răspândită în America de Nord, ajungând la un număr de 3-5 miliarde și fiind, în timpul respectiv, una dintre cele mai numeroase specii de pasăre de pe pământ. Către anii 1900 a dispărut din sălbăticie, iar în 1914, prin moartea ultimului exemplar păstrat în captivitate, a dispărut definitiv. Printre cauzele probabile ale dispariției se menționează activitatea umană (vânătoarea excesivă în decursul secolului al XIX-lea) și vulnerabilitatea la modificările mediului (numărul de porumbei pasageri a suferit fluctuații excesive pe parcursul existenței acestei specii). 
Numele său comun este derivat din cuvântul francez passager, care înseamnă „pasager”, datorită obiceiurilor migratoare ale speciei. Denumirea științifică se referă, de asemenea, la caracteristicile sale migratoare.

## Taxonomie

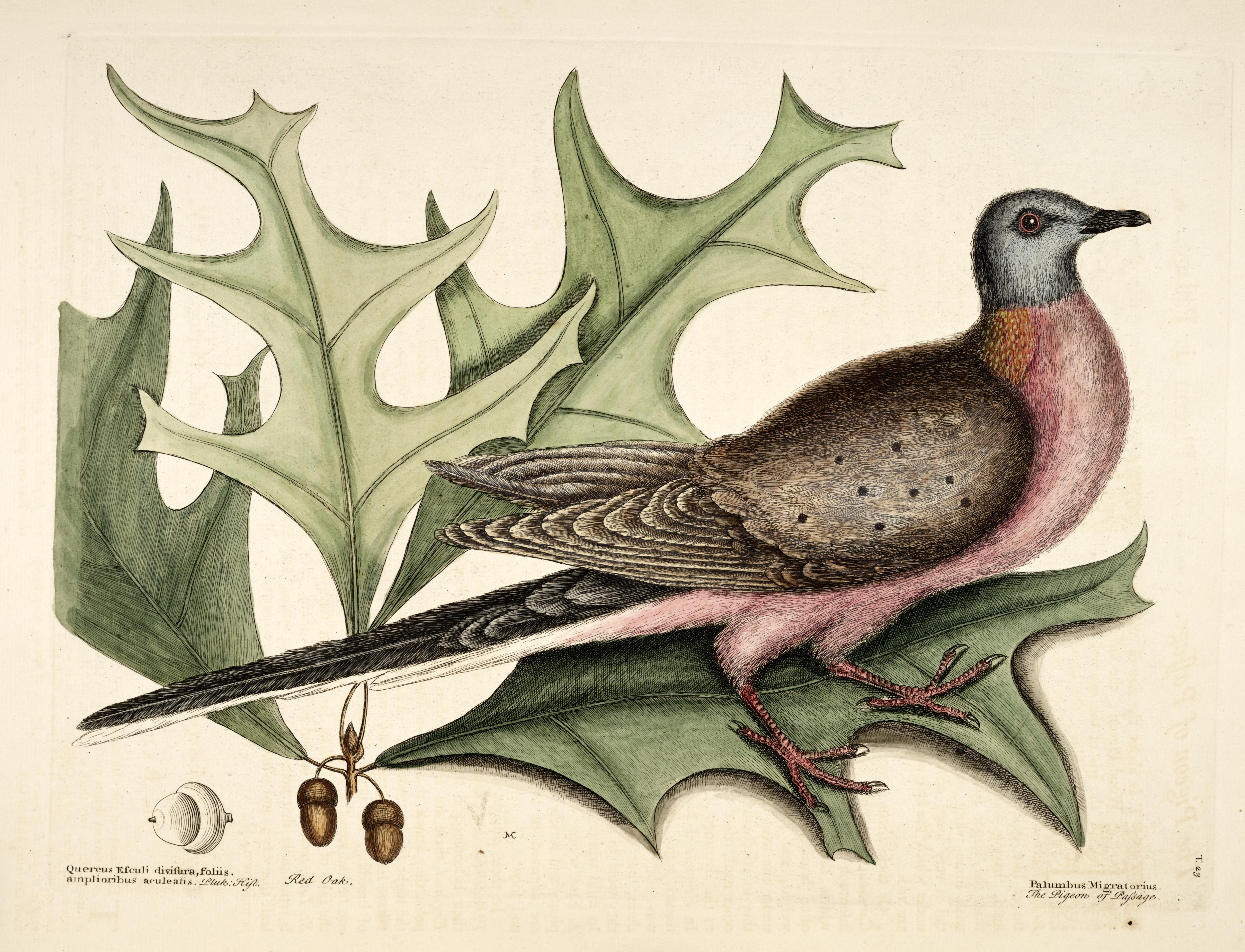
Cea mai veche ilustrație publicată a speciei (un mascul), Mark Catesby, 1731

Naturalistul suedez Carl Linnaeus a inventat denumirea binomială Columba macroura atât pentru turturica de Carolina, cât și pentru porumbelul pasager în ediția din 1758 a lucrării sale Systema Naturae (punctul de plecare al nomenclaturii biologice), în care pare să le fi considerat identice. Această descriere compozită citează relatări despre aceste păsări în două cărți pre-linneene. Una dintre acestea a fost descrierea porumbelului pasager de către Mark Catesby, care a fost publicată în lucrarea sa din 1731-1743, Natural History of Carolina, Florida and the Bahama Islands (Istoria naturală a Carolinei, Floridei și a insulelor Bahama), care se referea la această pasăre ca Palumbus migratorius și era însoțită de prima ilustrație publicată a speciei. Descrierea lui Catesby a fost combinată cu descrierea din 1743 a turturicii de Carolina de către George Edwards, care a folosit numele C. macroura pentru această pasăre. Nimic nu sugerează că Linnaeus ar fi văzut el însuși specimene ale acestor păsări, iar descrierea sa este considerată a fi derivată în totalitate din aceste relatări anterioare și din ilustrațiile lor. În ediția din 1766 a Systema Naturae, Linnaeus a renunțat la numele C. macroura și a folosit în schimb numele C. migratoria pentru porumbelul pasager și C. carolinensis pentru turturica de Columbia. În aceeași ediție, Linnaeus a numit și C. canadensis, pe baza numelui Turtur canadensis, folosit de Mathurin Jacques Brisson în 1760. S-a demonstrat ulterior că descrierea lui Brisson se baza pe o femelă de porumbel pasager.
În 1827, William John Swainson a mutat porumbelul pasager din genul Columba în noul gen monotipic Ectopistes, în parte datorită lungimii aripilor și a formei de cuțit a cozii. În 1906, zoologul american Outram Bangs a sugerat că, deoarece Linnaeus a copiat în întregime textul lui Catesby atunci când a inventat C. macroura, acest nume ar trebui să se aplice porumbelului pasager, ca E. macroura. În 1918, ornitologul american Harry C. Oberholser a sugerat că denumirea C. canadensis ar trebui să aibă prioritate față de C. migratoria (ca E. canadensis), deoarece apărea pe o pagină anterioară în cartea lui Linnaeus. În 1952, Francis Hemming a propus Comisiei Internaționale de Nomenclatură Zoologică (ICZN) să asigure denumirea specifică macroura  pentru turturica de Columbia și denumirea migratorius pentru porumbelul pasager, deoarece aceasta a fost utilizarea prevăzută de autorii pe a căror lucrare Linnaeus și-a bazat descrierea. Acest lucru a fost acceptat de ICZN, care și-a folosit competențele plenare pentru a desemna speciile pentru denumirile respective în 1955.